# San Marco Evangelista
Pour les articles homonymes, voir San Marco.
San Marco Evangelista est une commune de la province de Caserte en Campanie (Italie).

## Administration
| Période                                  | Période  | Identité          | Étiquette          | Qualité |
| ---------------------------------------- | -------- | ----------------- | ------------------ | ------- |
| 27 mai 2003                              | En cours | Vincenzo Zitiello | Casa delle Libertà |         |
| Les données manquantes sont à compléter. |          |                   |                    |         |

### Communes limitrophes
Capodrise, Caserte, Maddaloni, Marcianise, San Nicola la Strada